# بدا (آلاباما)
بدا (به انگلیسی: Beda) یک منطقهٔ مسکونی در ایالات متحده آمریکا است که در شهرستان کاوینگتون، آلاباما واقع شده‌است. بدا ۷۴٫۹۸ متر بالاتر از سطح دریا قرار دارد.